# Paulo Filho
Paulo Filho (Rio de Janeiro, 24 de maio de 1978) é um ex-lutador brasileiro especialista em jiu jitsu e em MMA. Já foi campeão peso médio do WEC.

## Cartel no MMA
| Res.    | Cartel | Oponente               | Método                       | Evento                             | Data       | Round | Tempo | Local                      | Notas                                                  |
| ------- | ------ | ---------------------- | ---------------------------- | ---------------------------------- | ---------- | ----- | ----- | -------------------------- | ------------------------------------------------------ |
| Empate  | 23-5-3 | Rodney Wallace         | Empate (tempo expirou)       | Selva MMA 2                        | 04/08/2013 | 3     | 5:00  | Rio Branco, Acre           |                                                        |
| Derrota | 23-5-2 | Dave Branch            | Decisão (unânime)            | WSOF 2: Arlovski vs. Johnson       | 23/03/2013 | 3     | 5:00  | Atlantic City, Nova Jersey |                                                        |
| Vitória | 23-4-2 | Murilo Rua             | Nocaute Técnico (socos)      | Best of the Best 1                 | 06/09/2012 | 1     | 0:48  | Belém, Pará                |                                                        |
| Empate  | 22-4-2 | Satoshi Ishii          | Empate                       | Amazon Forest Combat 1             | 14/09/2011 | 3     | 5:00  | Rio de Janeiro             |                                                        |
| Derrota | 22-4-1 | Norman Paraisy         | Decisão (unânime)            | Ultra X Combat - International GP  | 20/05/2011 | 3     | 5:00  | Rio de Janeiro             |                                                        |
| Derrota | 22-3-1 | Ronny Markes           | Decisão (unânime)            | International Fighter Championship | 29/04/2011 | 3     | 5:00  | Recife, Pernambuco         |                                                        |
| Vitória | 22-2-1 | Jackson Mora           | Decisão (dividida)           | World Fighting Combat: Pretorian   | 19/03/2011 | 3     | 5:00  | Rio de Janeiro             |                                                        |
| Vitória | 21-2-1 | Yuki Sasaki            | Decisão (unânime)            | Bitetti Combat MMA 8               | 04/12/2010 | 3     | 5:00  | São Paulo                  |                                                        |
| Derrota | 20-2-1 | Marcos Lima            | Decisão (unânime)            | FCF - First Class Fight 5          | 23/10/2010 | 3     | 5:00  | São Paulo                  | Luta no Peso Meio Pesado                               |
| Empate  | 20-1-1 | Denis Kang             | Empate                       | Impact FC 2 - The Uprising: Sydney | 18/07/2010 | 3     | 5:00  | Sydney                     | Luta no Peso Médio                                     |
| Vitória | 20-1   | Daniel Gabriel         | Finalização (socos)          | Memorial Fight Qualifying          | 04/06/2010 | 1     | N/A   | São Paulo                  | Lutou no Peso Pesado (lutou com 99 kg)                 |
| Vitória | 19-1   | Tatsuhiko Nishizaka    | Finalização (kimura)         | Bitetti Combat MMA 5               | 12/12/2009 | 1     | 3:00  | São Paulo                  | Lutou no Peso Meio Pesado                              |
| Vitória | 18-1   | Alex Schoenauer        | Decisão (unânime)            | Bitetti Combat MMA 4               | 12/09/2009 | 3     | 5:00  | Rio de Janeiro             | Lutou na categoria meio-pesado (até 93 kg)             |
| Vitória | 17-1   | Melvin Manhoef         | Finalização (chave de braço) | Dream 10                           | 20/07/2009 | 1     | 2:35  | Saitama                    |                                                        |
| Derrota | 16-1   | Chael Sonnen           | Decisão (unânime)            | WEC 36: Faber vs. Brown            | 05/11/2008 | 3     | 5:00  | Hollywood, Flórida         | Luta não-válida pelo Cinturão, Filho não bateu o peso  |
| Vitória | 16-0   | Chael Sonnen           | Finalização (chave de braço) | WEC 31: Faber vs. Curran           | 12/12/2007 | 2     | 4:55  | Las Vegas, Nevada          | Defendeu o Cinturão Peso Médio do WEC                  |
| Vitória | 15-0   | Joe Doerksen           | Nocaute Técnico (socos)      | WEC 29: Filho vs. Doerksen         | 05/08/2007 | 1     | 4:07  | Las Vegas, Nevada          | Ganhou o Cinturão Vago Peso Médio do WEC               |
| Vitória | 14-0   | Kazuo Misaki           | Finalização (chave de braço) | Pride Bushido 13                   | 05/11/2006 | 1     | 9:43  | Yokohama                   | Semifinal do GP de Meio Médios do Pride de 2006        |
| Vitória | 13-0   | Ryo Chonan             | Finalização (chave de braço) | Pride Bushido 12                   | 26/08/2006 | 1     | 2:30  | Nagoya                     | Quartas de Final do GP de Meio Médios do Pride de 2006 |
| Vitória | 12-0   | Gregory Bouchelaghem   | Decisão (unânime)            | Pride Bushido 11                   | 04/06/2006 | 2     | 5:00  | Saitama                    | 1° Round do GP de Meio Médios do Pride de 2006         |
| Vitória | 11-0   | Murilo Rua             | Decisão (unânime)            | Pride Bushido 10                   | 02/04/2006 | 2     | 5:00  | Tóquio                     |                                                        |
| Vitória | 10-0   | Ryuta Sakurai          | Finalização (chave de braço) | Pride Bushido 9                    | 25/09/2005 | 1     | 3:49  | Tóquio                     |                                                        |
| Vitória | 9-0    | Amar Suloev            | Finalização (chave de braço) | Pride Bushido 6                    | 03/04/2005 | 1     | 4:22  | Yokohama                   | Lutou no Peso Meio Pesado.                             |
| Vitória | 8-0    | Akira Shoji            | Decisão (dividida)           | Pride Bushido 4                    | 19/07/2004 | 2     | 5:00  | Nagoya                     |                                                        |
| Vitória | 7-0    | Daijiro Matsui         | Decisão (unânime)            | Gladiator FC - Day 2               | 27/06/2004 | 3     | 5:00  | Seul                       |                                                        |
| Vitória | 6-0    | Silmar Rodrigo         | Decisão (unânime)            | Bitetti Combat Nordeste 3          | 01/04/2004 | 3     | 5:00  | Rio Grande do Norte        |                                                        |
| Vitória | 5-0    | Akira Shoji            | Finalização (chave de braço) | Pride 22: Beasts From The East 2   | 29/09/2002 | 1     | 2:48  | Nagoya                     |                                                        |
| Vitória | 4-0    | Yuki Kondo             | Decisão (unânime)            | DEEP: 2nd Impact                   | 18/08/2001 | 3     | 5:00  | Yokohama                   |                                                        |
| Vitória | 3-0    | Ikuhisa Minowa         | Decisão (unânime)            | Pancrase: Proof 2                  | 31/03/2001 | 3     | 5:00  | Osaka                      |                                                        |
| Vitória | 2-0    | Keiichiro Yamamiya     | Nocaute (socos)              | DEEP: DEEP 2001                    | 08/01/2001 | 2     | 0:29  | Nagoya                     |                                                        |
| Vitória | 1-0    | Luiz Cláudio das Dores | Finalização (socos)          | Heroes: Heroes 1                   | 24/07/2000 | 2     | N/A   | Rio de Janeiro             |                                                        |